# Día Internacional de la Eliminación de la Violencia contra la Mujer
El Día Internacional de la Eliminación de la Violencia contra la Mujer se conmemora anualmente el 25 de noviembre para denunciar la violencia que se ejerce sobre las mujeres en todo el mundo y reclamar políticas en todos los países para su erradicación. También es el día de La Revolución de las rosas, un movimiento internacional contra violencia obstétrica.
La convocatoria fue iniciada por el movimiento feminista latinoamericano en 1981, en conmemoración de la fecha en la que fueron asesinadas, en 1960, las tres hermanas Mirabal (Patria, Minerva y María Teresa), en la República Dominicana. En 1999, la jornada de reivindicación fue asumida por la Asamblea General de las Naciones Unidas en su resolución 54/134, el 17 de diciembre de 1999, entendiendo por violencia contra la mujer «todo acto de violencia basado en la pertenencia al sexo femenino que tenga o pueda tener como resultado un daño o sufrimiento físico, sexual o psicológico para la mujer, así como las amenazas de tales actos, la coacción o la privación arbitraria de la libertad, tanto si se producen en la vida pública como en la vida privada», e invitando a gobiernos, organizaciones internacionales y organizaciones no gubernamentales a convocar actividades dirigidas a sensibilizar a la opinión pública sobre el problema de la violencia contra las mujeres.
La violencia contra las mujeres se ha convertido en un problema estructural. Se dirige hacia las mujeres con el objetivo de mantener o incrementar su subordinación al género masculino. Su origen se encuentra en la falta de equidad en las relaciones entre hombres y mujeres en diferentes ámbitos y en la discriminación persistente hacia las mujeres. Se trata de un problema social presente tanto en el ámbito doméstico como en el público, en diferentes vertientes: física, sexual, psicológica, económica, cultural y otras, y afecta a las mujeres desde el nacimiento hasta la edad avanzada. No está confinada a una cultura, región o país específico, ni tampoco a grupos específicos de mujeres en la sociedad.
El combate contra la violencia de género tiene una importante dimensión política, según especialistas de diferentes ámbitos. Entre las claves para luchar contra la violencia hacia las mujeres y avanzar en la prevención, están la educación y una respuesta adecuada de la justicia que evite la impunidad. Alcanzar la equidad de género pasa necesariamente por «transformar las reglas sociales» y los roles que subordinan a la mujer, según la directora regional de ONU Mujeres para las Américas y el Caribe, Luiza Carvalho.
La forma más común de violencia experimentada por las mujeres a nivel mundial es la violencia física infligida por una pareja íntima, lo que incluye mujeres golpeadas, obligadas a tener relaciones sexuales o víctimas de alguna otra forma de abuso. Entre las formas cotidianas de violencia contra las mujeres —denuncia la ONU— se encuentran también, entre otros, el tráfico de mujeres, la mutilación genital femenina, el asesinato por causa de la dote, el "homicidio por honor" y la violencia sexual en los conflictos.
Hasta el 70 por ciento de las mujeres experimentan violencia en el transcurso de su vida.

## Historia
El 25 de noviembre de 1960, en la República Dominicana, fueron asesinadas las tres hermanas Mirabal: Patria Mirabal, Minerva Mirabal y María Teresa Mirabal, activistas políticas, por órdenes del dictador Rafael Leónidas Trujillo. En 1981 se celebró en Bogotá, Colombia, el Primer Encuentro Feminista Latinoamericano y del Caribe, donde se decidió marcar el 25 de noviembre como el Día Internacional de No Violencia contra las Mujeres, en memoria de las hermanas Mirabal.
En 1991, se inició la Campaña de los 16 Días de Activismo contra la Violencia de Género en el Centro para el Liderazgo Global de Mujeres proponiendo actividades para la erradicación de la violencia de género desde el 25 de noviembre hasta el 10 de diciembre, Día de los Derechos Humanos.
En 1993, la Asamblea General de las Naciones Unidas aprobó la Declaración sobre la eliminación de la violencia contra la mujer, en la que definió el término violencia contra la mujer como:

Todo acto de violencia basado en el género que tiene como resultado posible o real un daño físico, sexual o psicológico, incluidas las amenazas, la coerción o la prohibición arbitraria de la libertad, ya sea que ocurra en la vida pública o en la vida privada.

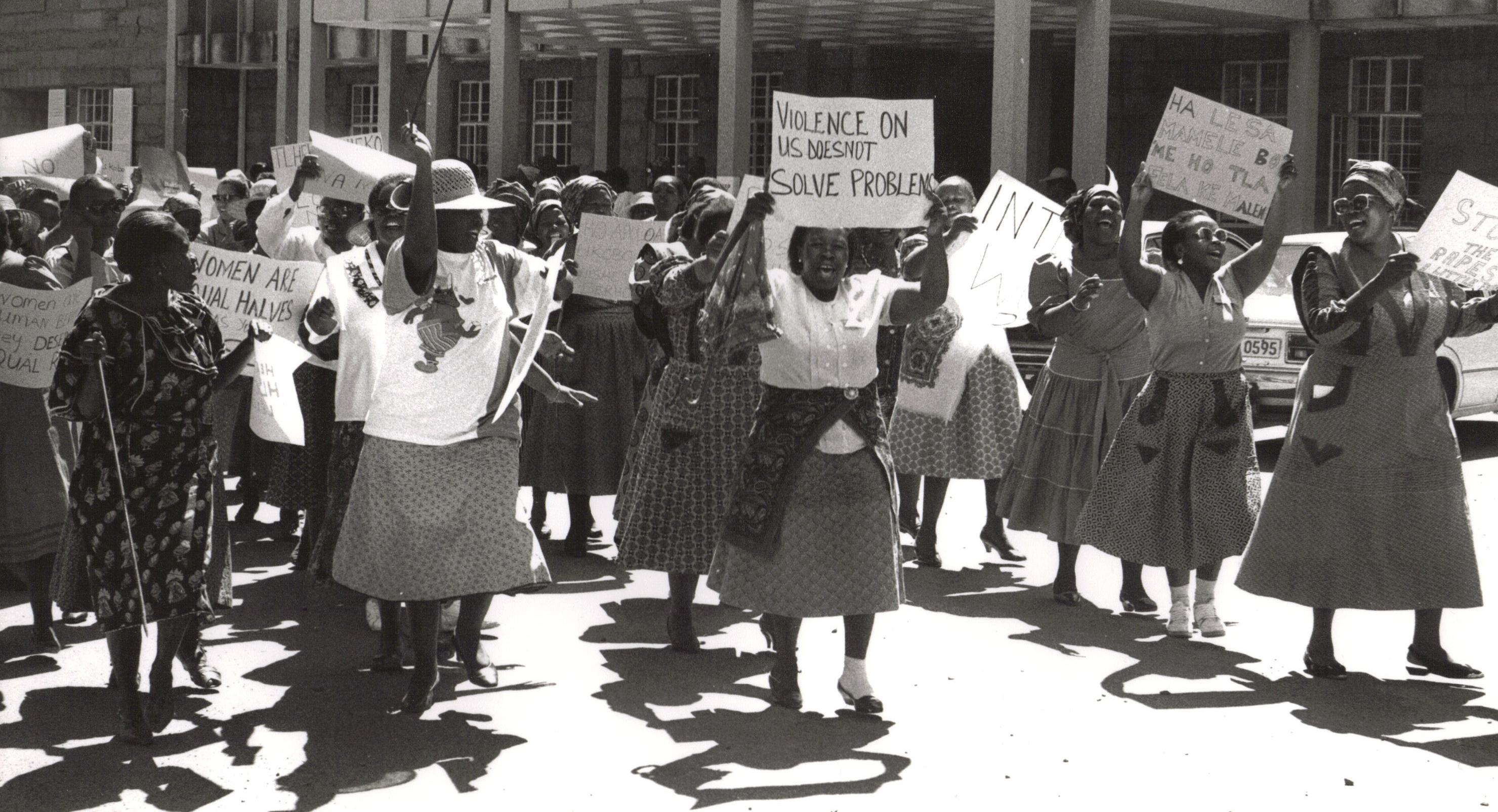
Una manifestación denuncia la violencia contra las mujeres (Lesotho, 2008).

En dicha asamblea, se reconoció que era necesaria «una clara declaración de los derechos que se deben aplicar para asegurar la eliminación de toda violencia contra la mujer en todas sus formas, y un compromiso de los Estados y de la comunidad internacional en general para eliminar la violencia contra la mujer».
El 17 de diciembre de 1999, la Asamblea General de las Naciones Unidas designó el 25 de noviembre como el Día Internacional de la Eliminación de la Violencia contra la Mujer. La ONU invitó a gobiernos, organizaciones internacionales y organizaciones no gubernamentales a llevar a cabo actividades dirigidas a sensibilizar al público respecto del problema en este día como una celebración internacional. A partir de esta invitación, distintos países, como Chile y Argentina han añadido este día a sus calendarios oficiales.
El Unifem y posteriormente la ONU Mujeres renovaron anualmente el compromiso de la lucha contra la violencia de género como una prioridad.
En octubre de 2006, se presentó el Estudio a fondo sobre todas las formas de violencia contra la mujer, que demuestra que existen obligaciones concretas de los Estados para prevenir la violencia, para tratar sus causas (la desigualdad histórica y la discriminación generalizada), así como para investigar, enjuiciar y castigar a los agresores.

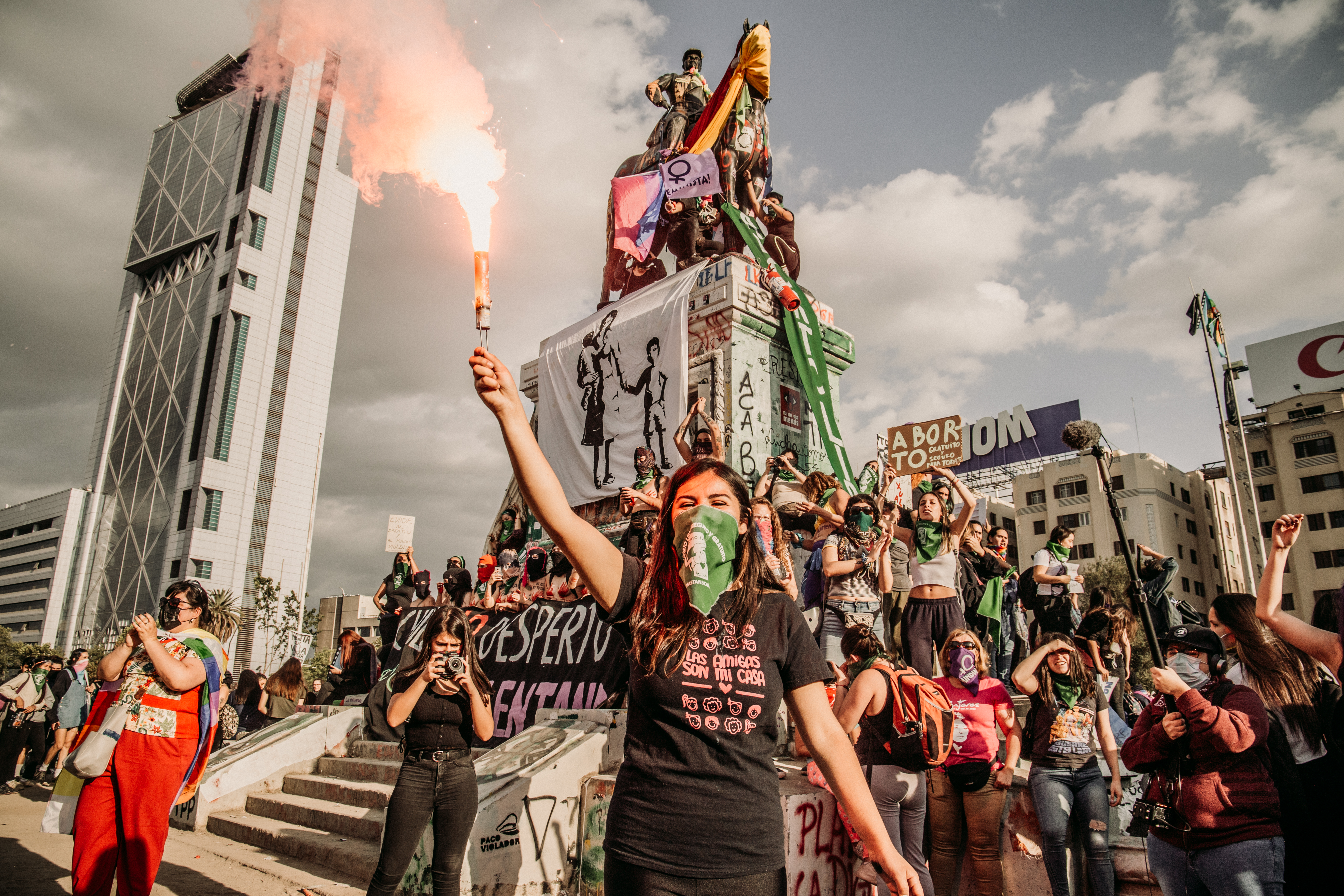
Manifestación en el Día contra la violencia contra las mujeres en Santiago de Chile, noviembre de 2019.

En febrero del 2008, el Secretario General de las Naciones Unidas, Ban Ki-moon, lanzó la campaña global: "Únete para Poner Fin a la Violencia contra las Mujeres", sumándose a la campaña iniciada en 1991 por el Centro para el Liderazgo Global de Mujeres de la Campaña de los 16 Días de Activismo contra la Violencia de Género.
En 2020, dentro de esta misma campaña activista, la corporación municipal de Rivas Vaciamadrid incluye un mes de actividades lúdico-formativas para concienciar ante formas sutiles de violencia, como la invisibilización de la mujer.

## Problema en el ámbito mundial: políticas públicas y lucha contra la impunidad

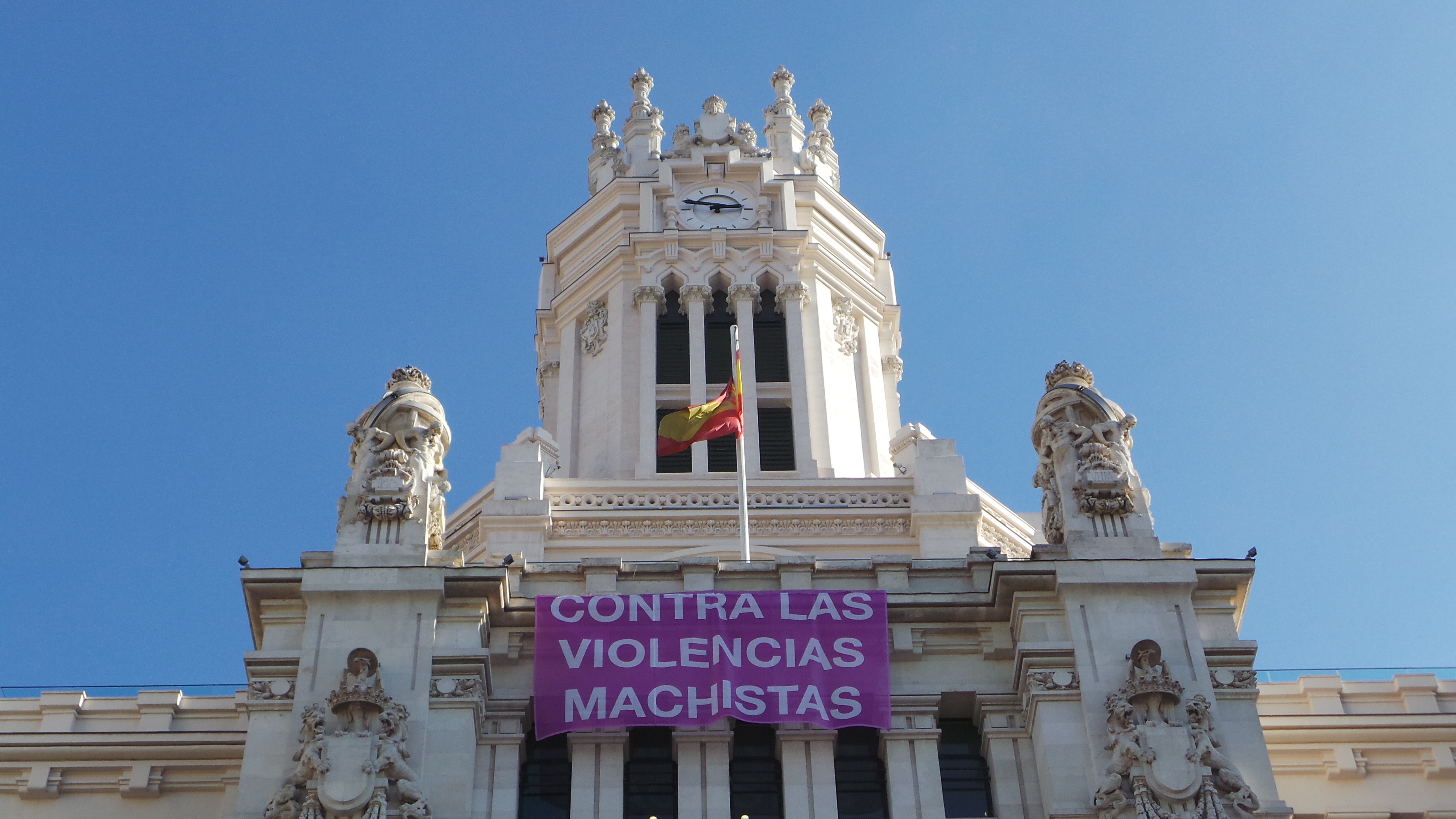
Ayuntamiento de Madrid, noviembre de 2015.

Aunque en la primera década del siglo XXI se ha avanzado en legislación contra la violencia de género y el feminicidio, uno de los problemas que se mantiene es la impunidad.
Por otro lado, todavía muchos países tienen legislaciones precarias contra la violencia de género, debido a que su abordaje a través de las políticas públicas no es transversal y es sin duda insuficiente. Junto con diferencias culturales, la forma en que las inequidades de género se producen está relacionada con las posibilidades que brindan los sistemas políticos, económicos, sanitarios y de seguridad social en cada país para el desarrollo de sus ciudadanos. Las políticas públicas refuerzan o aminoran el impacto del género sobre la salud de las mujeres y los hombres, pues no existen políticas neutras sino solamente "ciegas al género". En este sentido, el orden social, el funcionamiento jurídico, institucional, las políticas y los programas pueden contribuir a una mayor igualdad o mantener e incluso profundizar y construir nuevas desigualdades.[cita requerida]

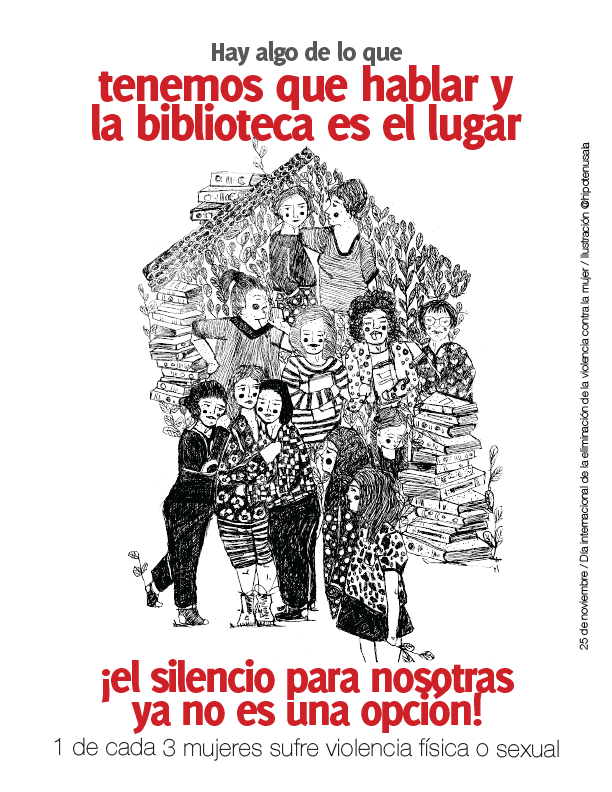
Colombia - Campaña hay algo de los que tenemos que hablar y la biblioteca es el lugar. "En la biblioteca se reconocen los liderazgos de las mujeres, nosotras nos tomamos la palabra y denunciamos. Por estas razones, declaramos la biblioteca un espacio seguro para las mujeres y niñas."

La ausencia de ciertas políticas indica que el Estado no se está haciendo cargo de las desigualdades de género existentes, lo que se manifiesta en distintos sectores de la vida social. Por ejemplo, la ausencia de políticas que instalen contenidos no sexistas en el sistema educativo, sin abordar allí la reproducción de construcciones culturales que atentan contra la igualdad de género.
De manera más crítica, existen leyes y políticas que no solo omiten, sino que además accionan con violencia mecanismos que generan mayores desigualdades de género; este es el caso de la interrupción del embarazo o aborto.

## Consejo de Europa y la lucha contra la violencia de género
El Consejo de Europa ha sido un factor de lucha contra la violencia de género en Europa. En 2011, adoptó la Convención sobre la prevención y lucha contra la violencia contra las mujeres y la violencia doméstica, conocida como Convención de Estambul, que entró en vigor en 2014. Esta convención se estructura en torno a cuatro pilares fundamentales: prevención, protección de las víctimas, persecución de los agresores e integración de políticas coordinadas. Hasta 2023, ha sido ratificada por 38 estados. El grupo de expertos GREVIO, encargado de monitorear la implementación del tratado, ha señalado avances importantes en la legislación, como las órdenes de alejamiento, la creación de servicios de apoyo especializado, y la redefinición del delito de violación basada en la falta de consentimiento.

## La Revolución de las rosas
La Revolución de las rosas, un movimiento internacional contra violencia obstétrica, asignó una dedicación adicional a la jornada. Las mujeres afectadas llevan rosas a hospitales para denunciar sus prácticas de violencia. La Revolución de las rosas cuenta con el apoyo del Comité Nacional de Alemania de ONU Mujeres.

## Conmemoración del Día Internacional de la Eliminación de la Violencia contra la Mujer en México

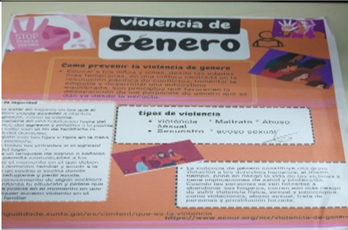
Infografía violencia de género

El Día Internacional de la Eliminación de la Violencia contra la Mujer fue establecido oficialmente en 1999, aunque en América Latina ya se conmemoraba desde 1981. El origen de esta fecha está ligado al asesinato de las hermanas Mirabal, activistas dominicanas que fueron ejecutadas en 1960 por órdenes del dictador Rafael Trujillo debido a su oposición política.
En la actualidad, México enfrenta significativos desafíos en materia de equidad de género, siendo identificado por la Organización de las Naciones Unidas como un país que necesita realizar esfuerzos importantes para avanzar en el reconocimiento y protección de los derechos humanos de las mujeres.
No obstante, la desigualdad de género no es un problema que no se pueda resolver. La experiencia internacional demuestra que es posible combatir esta problemática mediante el desarrollo de políticas públicas inteligentes, consistentes y comprometidas con la transformación social, tal como lo han demostrado diversos países que han logrado avances importantes en esta materia.

## Estadística de violencia contra la Mujer en México
En México, según las Encuestas Nacionales sobre la Dinámica de las Relaciones en los Hogares (Endireh), la violencia de pareja (VP) contra las mujeres es un problema significativo. En 2006, la prevalencia de la violencia de pareja fue del 43%, cifra que aumentó a 47% en 2011 y que descendió a 43.9% en 2016.
Casi una de cada tres mujeres experimenta violencia en algún momento de su vida. El riesgo es especialmente alto para las adolescentes, ya que 1 de cada 4 niñas jóvenes sufre maltrato por parte de su pareja. Lamentablemente, para miles de mujeres, el ciclo de violencia de género termina de manera trágica con un homicidio a manos de su pareja o algún miembro de su familia.
El feminicidio se refiere al asesinato intencional de una mujer o niña debido a su género. Este fenómeno es un problema global y representa la forma más extrema, visible y brutal del ciclo de violencia de género que enfrentan mujeres y niñas.
Este tipo de violencia puede manifestarse de diversas formas, tales como:
- Violencia de pareja (maltrato físico y psicológico, violación conyugal, feminicidio)
- Violencia sexual y acoso (violación, abusos sexuales forzados, acosos sexuales no deseados, abuso sexual infantil, matrimonios forzados, acecho, acoso callejero y cibernético)
- Trata de personas (esclavitud, explotación sexual)

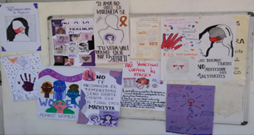
Periódico mural de violencia contra las mujeres

- Mutilación genital
- Matrimonio infantil.[26]

## Ley General de Acceso de las Mujeres a una Vida Libre de Violencia
La Ley establece la obligación del Estado mexicano de asegurar la seguridad y la integridad de las víctimas, garantizando su protección y la intervención inmediata de las autoridades policiales y judiciales. También promueve principios fundamentales como la igualdad jurídica entre mujeres y hombres, el respeto a la dignidad humana, la no discriminación y la libertad de las mujeres. Al ser una Ley General, debe aplicarse en todo el territorio de la República Mexicana.
Esta legislación define mecanismos para la prevención, protección y asistencia a mujeres y niñas, con el objetivo de erradicar la violencia en su contra. Además, crea un Sistema Nacional y un Programa Integral para Prevenir, Atender, Sancionar y Erradicar la Violencia contra las Mujeres, en el que se especifican las responsabilidades de las entidades federativas respecto a los refugios públicos y privados que reciben recursos del Estado, para garantizar su función de apoyo y protección a las víctimas. Asimismo, establece los servicios que estos refugios deben ofrecer a las mujeres que reciben.
Dentro del marco de esta Ley, el 11 de mayo de 2007, el gobierno federal presentó el Sistema Nacional para Prevenir, Atender, Sancionar y Erradicar la Violencia contra las Mujeres, con el fin de coordinar esfuerzos, políticas públicas, servicios y acciones para prevenir, atender, sancionar y eliminar la violencia de género, así como cumplir con las atribuciones otorgadas por la Ley y su Reglamento.
Las acciones contra la violencia en México incluyen:
- Fomentar el empoderamiento de mujeres y niñas.
- Mejorar las oportunidades de acceso a la educación.
- Promover la autonomía económica de las mujeres, brindándoles acceso a capacitación, crédito y empleo.
- Impulsar normas sociales que favorezcan la equidad de género.
- Garantizar servicios judiciales, de seguridad y protección, servicios sociales y médicos de calidad, adaptados a las necesidades de las mujeres, con personal capacitado y entrenado adecuadamente.
- Asegurar la disponibilidad de refugios o espacios seguros.
- Brindar acceso a grupos de apoyo.
- Realizar investigaciones y análisis sobre las experiencias de mujeres sobrevivientes de violencia.[28]

## Acciones contra la violecia en México en el  año 2024

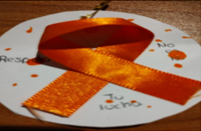
Conmemoración del Día Internacional contra la violencia

En el marco del Día Internacional de la Eliminación de la Violencia contra la Mujer, que se celebra cada 25 de noviembre, la presidenta constitucional de los Estados Unidos Mexicanos, Claudia Sheinbaum Pardo, lanzó la campaña nacional permanente ¡Es tiempo de mujeres sin violencia! ¡Súmate y transforma!. Esta iniciativa forma parte de las acciones del Gobierno de México para proteger y garantizar los derechos de las niñas, jóvenes y mujeres.
El propósito de la campaña es identificar y prevenir comportamientos cotidianos que puedan contribuir a la violencia. Además, establece 10 compromisos en favor de las mujeres y niñas:
1. Fomentar la coordinación continua entre la Federación, los estados y los municipios.
2. Implementar programas de capacitación para servidores públicos.
3. Asegurar que las mujeres víctimas de violencia reciban la atención necesaria.
4. Acompañar con presupuestos estatales el esfuerzo federal en la atención y prevención de la violencia contra las mujeres.
5. Promover campañas y estrategias de comunicación de manera constante.
6. Adoptar una postura de cero tolerancia ante cualquier forma de violencia hacia las mujeres.
7. Desarrollar acciones integrales para garantizar que las mujeres y niñas puedan vivir libres de violencia.
8. Reforzar los modelos de prevención del feminicidio en cada entidad.
9. Iniciar acciones de prevención de la violencia en los espacios educativos.
10. Crear Fiscalías Especializadas y Abogadas para las Mujeres.[29]

## Lemas planteados por la ONU

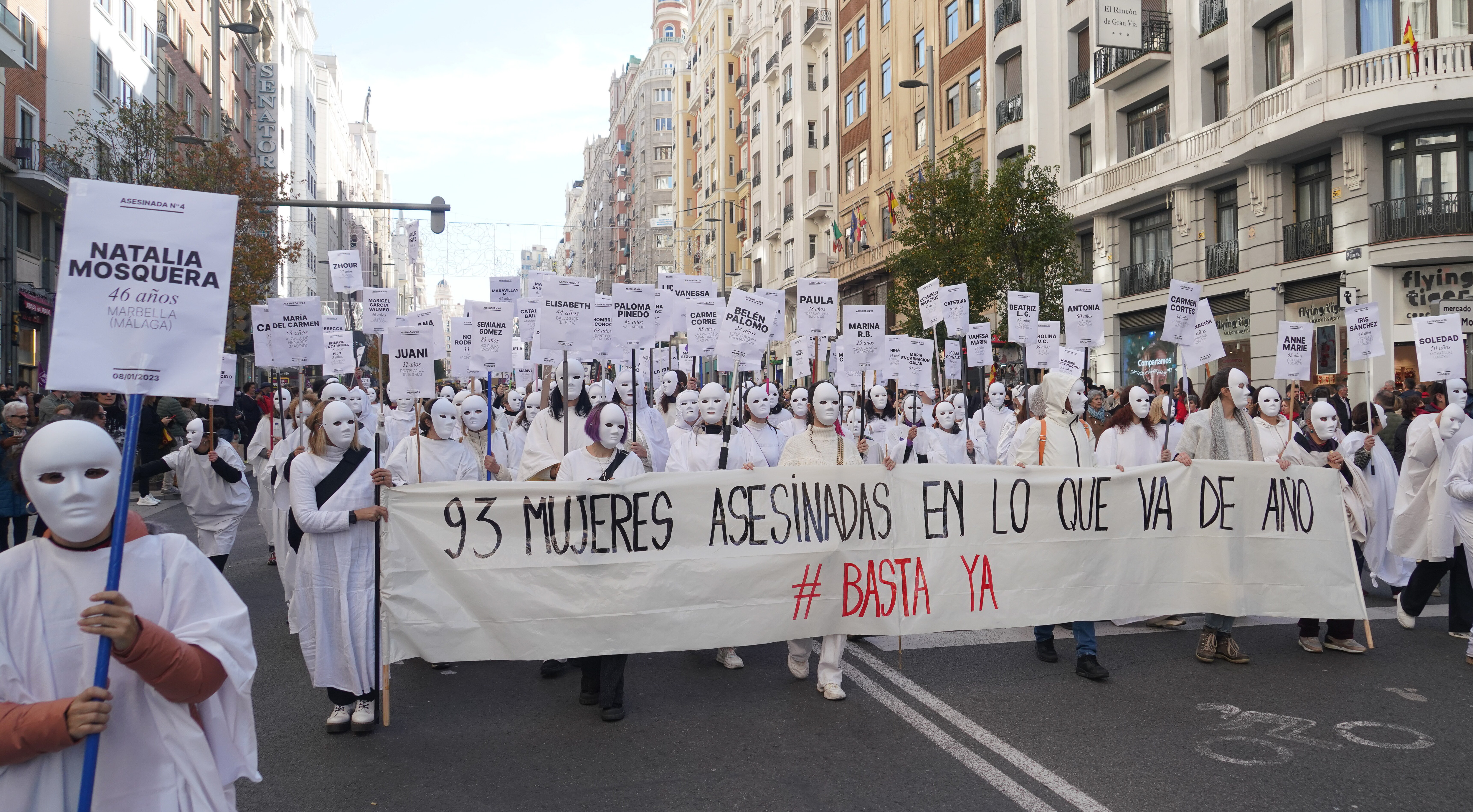
Manifestación contra la Violencia contra la Mujer 25N-2023-Madrid

- 2005: Día Internacional de la Eliminación de la Violencia contra la Mujer 2005.[30]
- 2006: Día Internacional de la Eliminación de la Violencia contra la Mujer 2006.[31]
- 2007: Día Internacional de la Eliminación de la Violencia contra la Mujer 2007.[32]
- 2008: Día Internacional de la Eliminación de la Violencia contra la Mujer 2008.[33]
- 2009: Día Internacional de la Eliminación de la Violencia contra la Mujer 2009.[34]
- 2010: Día Internacional de la Eliminación de la Violencia contra la Mujer 2010.[35]
- 2011: Día Internacional de la Eliminación de la Violencia contra la Mujer 2011.[36]
- 2012: Día Internacional de la Eliminación de la Violencia contra la Mujer 2012.[37]
- 2013: Día Internacional de la Eliminación de la Violencia contra la Mujer 2013.[38]
- 2014: Día Internacional de la Eliminación de la Violencia contra la Mujer 2014.[39]
- 2015: Día Internacional de la Eliminación de la Violencia contra la Mujer 2015.[40]
- 2016: Día Internacional de la Eliminación de la Violencia contra la Mujer 2016.[40]
- 2017: “Que nadie se quede atrás”.[41]
- 2018: “Pinta el mundo de naranja: #EscúchameTambién”.[42]
- 2019: "Pinta el mundo de naranja: Generación igualdad se opone a la violación".[43]
- 2020: Pinta el mundo de naranja: ¡financiar, responder, prevenir, recopilar![44][45]
- 2021: “Pinta el mundo de naranja: ¡Pongamos fin a la violencia contra las mujeres YA!”[46]
- 2022: ¡ÚNETE! Activismo para poner fin a la violencia contra las mujeres y las niñas[47]
- 2023: ¡ÚNETE! Invierte para prevenir la violencia contra las mujeres y las niñas[48]